# Липове (Кропивницький район)
Ли́пове —  село в Україні, у Соколівській сільській громаді Кропивницького району Кіровоградської області. Населення становить 30 осіб.

## Населення
Згідно з переписом УРСР 1989 року чисельність наявного населення села становила 33 особи, з яких 11 чоловіків та 22 жінки.
За переписом населення України 2001 року в селі мешкало 30 осіб.

### Мова
Розподіл населення за рідною мовою за даними перепису 2001 року:
| Мова       | Відсоток |
| ---------- | -------- |
| українська | 80,00 %  |
| російська  | 16,67 %  |
| білоруська | 3,33 %   |